# Hr.Ms. K XIII (1926)
De Hr.Ms. K XIII was een Nederlandse onderzeeboot van de K XI-klasse. De K XIII werd gebouwd door de Rotterdamse scheepswerf Fijenoord. Net als alle andere K onderzeeboten werd de K XIII door het Nederlandse ministerie van Koloniën als patrouilleboot voor Nederlands-Indië aangeschaft. Op 27 mei 1926 vertrok de K XIII vanuit Den Helder naar Nederlands-Indië waar de boot op 13 december 1926 in Soerabaja aankwam. Tijdens de overtocht naar Nederlands-Indië mat F.A. Vening Meinesz zwaartekrachtanomalieën. In verband met de proeven van Vening Meinesz nam de K XIII in plaats van de gebruikelijke route via het Suezkanaal de route via het Panamakanaal. Tijdens deze tocht deed de K XIII de volgende havens aan: Horta, Las Palmas, Willemstad, Colón, Mazatlán, San Francisco, Honolulu, Guam, Yap, Manilla, Ambon en Birma.
In 1929 en 1930 maakte de K XIII wederom driemaal een tocht met Vening Meinesz aan boord. Tijdens de vlootschouw op 6 september 1938 in Soerabaja was de K XIII een van de zes onderzeeboten die aan deze vlootschouw deelnamen. De vlootschouw was ter ere van het 40-jarige regeringsjubileum van Koningin Wilhelmina.

## De K XIII tijdens WO II
Begin 1941 werd de K XIII ingedeeld bij de 2e divisie van het onderzeebootflottielje in Nederlands-Indië. Commandant was Henry Coumou, luitenant-ter-zee 1e klasse der Koninklijke Marine Reserve. Naast de K XIII maakte de K X, K XI de K XII deel uit van de 2e divisie. De K XIII viel van 9 december 1941 tot 27 december 1941 onder Brits operationeel commando. Tijdens een patrouille in de Zuid-Chinese Zee kreeg de K XIII de kans op de Japanse invasievloot aan te vallen, maar de aanval was niet succesvol.
Op 21 december 1941 toen de K XIII in de haven van Singapore lag, vond er een explosie van de batterijen plaats. Door deze explosie kwamen drie mannen om het leven en raakten er drie gewond. Nadat de brand geblust was, werd op dezelfde dag nog besloten om terug te varen naar Soerabaja zodat reparaties uitgevoerd konden worden. Tijdens deze tocht naar Soerabaja werd de K XIII begeleid door de Nederlandse torpedobootjager de Van Nes, op 6 januari kwamen de schepen in Soerabaja aan. Omdat de val van Nederlands-Indië onafwendbaar was en de reparaties aan de K XIII nog niet voltooid waren, werd het schip op 2 maart 1942 onklaar gemaakt en tot zinken gebracht in de haven van Soerabaja.